# Azukiarai
L'azukiarai (小豆洗い) és una criatura bastant peculiar dins la mitologia japonesa. Es troba al llarg de tots els rius del Japó. El seu nom significa "el que neteja azuki" (azuki: mongeta). És de forma humanoide.
Pot ser escoltat cantant a la vora dels rius. El seu cant és "Azuki togō ka, hito totte kuo ka, shoki shoki", que significa: "Hauria de rentar els meus azuki, o atrapar un home per menjar-m'ho? shoki shoki". (shoki: onomatopeia que imita el so d'alguna cosa sent fregada). S'alegra molt d'aquestes paraules, però en realitat és una criatura tímida que no vol fer mal a l'home, però sí espantar-lo. Les vegades que la gent diu haver-lo vist, s'ha transformat en un bebè, en un petit vell, o en una dona molt vella i petita.